# イーグルス (ジャニーズ)
イーグルスとは、かつてジャニーズ事務所に所属していたジャニーズJr.内のアイドルグループである。

## メンバー
- 中村成幸 （現・中村繁之）（なかむら しげゆき、1967年9月1日 - 、愛称・シゲ）
1982年1月30日に事務所入り。
- 宇治正高 （うじ まさたか、1967年11月21日 - 、愛称・マーチン）
東京タワーの前でジャニー喜多川にスカウトされた。
- 内海光司 （うちうみ こうじ、1968年1月11日 - 、愛称・キノッピー、コッコ）
- 大沢樹生 （おおさわ みきお、1969年4月20日 - 、愛称・ミッキー、ケロヨン）
1982年1月17日に事務所入り。

## 脱退メンバー
- 石川博文 （いしかわ ひろふみ、1969年1月20日 - 、愛称・イシ）
レコードデビュー直後に脱退。川崎市出身。 ジャニーズJr.時代に、日本テレビ開局30周年記念ミュージカル・ドラマ『夏の王様』（1982年10月6日放送）に、内海、大沢と共にウィズの子どもたち役で出演した。

## 概要
- 1982年に石川を除く4人で結成。 グループ名は、「ジャニーズ幼年隊」 → 「ジャニーズ少年隊ジュニア」 → 「少年隊ジュニア」という順番で変化していった。
- 1982年12月、新たに石川を加えて「イーグルス」に改名し、デビューシングルをレコーディング。
- 1983年3月25日、ロサンゼルスオリンピックのマスコットキャラクターを主人公とするアニメ「イーグルサム」の主題歌でレコードデビュー。 この時の平均年齢は14.4歳で、キャッチフレーズは「ジャニーズ事務所の秘蔵っ子」。
- レコードデビュー直後に石川が脱退。イーグルサムEDには石川も登場している。
- 雑誌『マイアイドル』へは1983年5月号が初登場で、同年7月号からレギュラー掲載となる。
- レコードデビュー後も、田原俊彦、近藤真彦やシブがき隊、少年隊のバックダンサーを務め続け、1983年12月31日、第34回NHK紅白歌合戦に、近藤真彦の『ためいきロ・カ・ビ・リー』のバックダンサーとして、少年隊や後の忍者のメンバーらと共に出演した。
- グループの中で最も人気のあった中村が、1984年4月からNHK『レッツゴーヤング』にソロでレギュラー出演するようになった事もあり、翌1985年にグループは自然消滅してしまった。

## その後
- 中村は1985年にソロレコードデビュー。
- 内海と大沢は新たに結成された「光GENJI」のメンバーとなり1987年8月19日にレコードデビュー。
- 宇治はしばらく俳優業を続けていたが引退。

## 出演作品

### 映画
- Love Forever （1983年8月4日、東宝）
- あいつとララバイ （1983年12月24日公開）

### テレビドラマ
- どっきり双子先生・乙女学園男子部シリーズ（1983年 - 1984年、フジテレビ、月曜ドラマランド）
  - どっきり双子先生・乙女学園男子部1（1983年11月14日）
  - どっきり双子先生・乙女学園男子部2（1983年11月21日）
  - どっきり双子先生・乙女学園男子部3（1983年12月5日）
  - どっきり双子先生・乙女学園男子部4（1984年1月30日）
  - どっきり双子先生・乙女学園男子部5（1984年2月6日）
  - どっきり双子先生・乙女学園男子部6（1984年2月20日）
  - どっきり双子先生・乙女学園男子部7（1984年3月5日）
  - どっきり双子先生・乙女学園男子部8（1984年3月19日）
- 乙女学園すみれ寮シリーズ（1984年、フジテレビ、月曜ドラマランド）
  - 乙女学園すみれ寮1（1984年4月23日）
  - 乙女学園すみれ寮2（1984年7月2日）
  - 乙女学園すみれ寮3（1984年8月6日）
  - 乙女学園すみれ寮4（1984年9月10日）

上記2つのドラマ作品には、イーグルスと共に当時ジャニーズJr.だった江端郁己、江端郁世、阿部順一、小沢通可の4名も出演していた。 また、シリーズの舞台となった学園は、神奈川県伊勢原市の産業能率大学や、厚木市の東京工芸大学・厚木キャンパスがロケ地として使用され、セット撮影は渋谷ビデオスタジオで行われた。

### テレビアニメ
- イーグルサム（TBS系列 1983年4月7日（木）- 1984年3月27日（木）全51話）

### バラエティ番組
- レッツGOアイドル （1982年 - 、テレビ東京）
- レッツゴーヤング （1984年4月 - 、NHK総合）中村のソロレギュラー

## CM
- ハウス食品「ククレカレー」 （1983年、近藤真彦との共演）

## ディスコグラフィー

### レコード
シングル
- 『走れ!ゴーインBOY ／ イーグルサムのマーチ』 （1983.03.25発売、アルファ・ムーン・レコード(現：ワーナーミュージック・ジャパン)）

TBS系アニメ『イーグルサム』初代OP/ED。オリコンでは通常のシングルチャートでは100位以内に入らず、「TVマンガ・童謡部門」で1983年度の年間44位。大沢樹生の著書『硬派』に書かれてある「初登場73位」の記述は他社（ミュージック・リサーチまたはミュージック・ラボ等）のチャートの記録と思われる。
- 『虹色I LOVE YOU ／ 情熱forever』 （1983.11.28発売、アルファ・ムーンレコード）

TBS系アニメ『イーグルサム』二代目OP/ED。オリコン最高99位。大沢樹生の著書『硬派』に書かれてある「初登場34位」の記述は他社のチャートの記録と思われる。

### CD
- 『イーグルス・メモリアル・ベスト』 （1991.05.10発売）

上記2枚のシングルレコードのA・B面、合計4曲を収録した物。

## タイアップ
| 曲名                 | タイアップ                                    |
| -------------------- | --------------------------------------------- |
| 走れ!ゴーインBOY     | TBS系アニメ『イーグルサム』エンディングテーマ |
| イーグルサムのマーチ | TBS系アニメ『イーグルサム』オープニングテーマ |
| 虹色I LOVE YOU       | TBS系アニメ『イーグルサム』エンディングテーマ |
| 情熱forever          | TBS系アニメ『イーグルサム』オープニングテーマ |